# الساندرو اورلاندو
الساندرو اورلاندو (انگلیسی: Alessandro Orlando؛ زادهٔ ۱ ژوئن ۱۹۷۰) بازیکن فوتبال اهل ایتالیا است.
از باشگاه‌هایی که در آن بازی کرده‌است می‌توان به باشگاه فوتبال فیورنتینا، باشگاه فوتبال پارما، باشگاه فوتبال یوونتوس، باشگاه فوتبال اودینزه، باشگاه فوتبال پادوا، باشگاه فوتبال کالیاری، باشگاه فوتبال سمپدوریا، و باشگاه فوتبال آ.ث. میلان اشاره کرد.